# Dacha

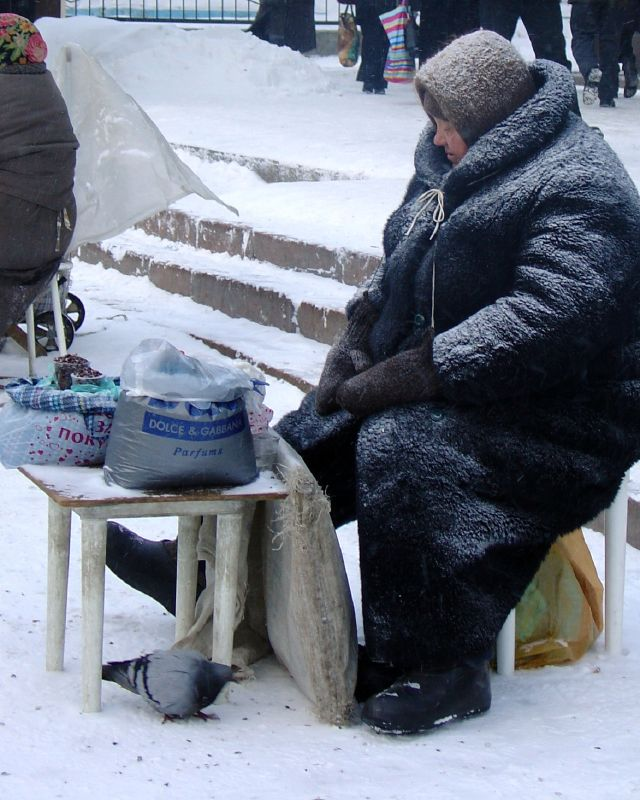
Außenpelz einer Straßenverkäuferin in Tomsk, Westsibirien (2006)

Die Dacha (russisch даха; auch доха, Docha; Wort mongolischer oder kasachischer Herkunft) ist ein mit dem Haar zur Außenseite gearbeiteter Pelz. Verwendet wurden Fellarten, wie Schaf- oder Ziegenfell, Rentier- oder Maralfell, aber auch Hundefell- oder Wolfsfell, wobei Hundefell als das wärmste galt. Die Kasachen verwendeten auch Pferdefell.
Die Dacha galt als Reisekleidung und wurde über den gewöhnlichen Pelz gezogen. Getragen wurde sie vom 18. bis ins 20. Jahrhundert in Sibirien und vom Ural bis zur Unteren Powolschje von Männern und Frauen. Der Rauchwarenhändler Jury Fränkel (1899–1971) erinnerte sich, dass um 1910 auf der Eisenbahnfahrt zur Pelzmesse ins kalte sibirische Irbit die Reisenden eine Dochá dabei hatten, meist ein Fohlenmantel, der mit Australischem Opossum gefüttert war.